# ロイヤル・ホテル (カーディフ)
ロイヤル・ホテル (Royal Hotel) は、ウェールズのカーディフの中心地、セント・メアリ・ストリートとウッド・ストリート (Wood Street) の角にある、指定建造物 (listed building) のグレード2に指定されているホテル。カーディフでは最も老舗のグランドホテルである。

## 歴史と描写
このホテルは、C・E・バーナード (C. E. Bernard) によって1864年から1866年にかけて建設された。開業時の晩餐会は1866年7月3日に開かれ、地元の名士60人から70人が出席した。このホテルは、当初スプローソン夫妻 (Mr and Mrs Sprawson) が経営していた。建設当時、カーディフには同じ名前の別のロイヤル・ホテルがザ・ヘイズ (The Hayes) にあったが、そちらはオールド・ロイヤル・ホテルとして知られた。
1860年代の新しい建物は4階建てで、さらに屋根裏があり、イタリア風建築であった。1890年には、建物の角の一部でさらに1階分と屋根裏が増築された。これによって客室数は70室から120室へと増加し、近代的なエレベーターや、使用人部屋が7階に設けられた。2階の宴会場には最大400人が着席できた。

### スコット大佐の送別晩餐会

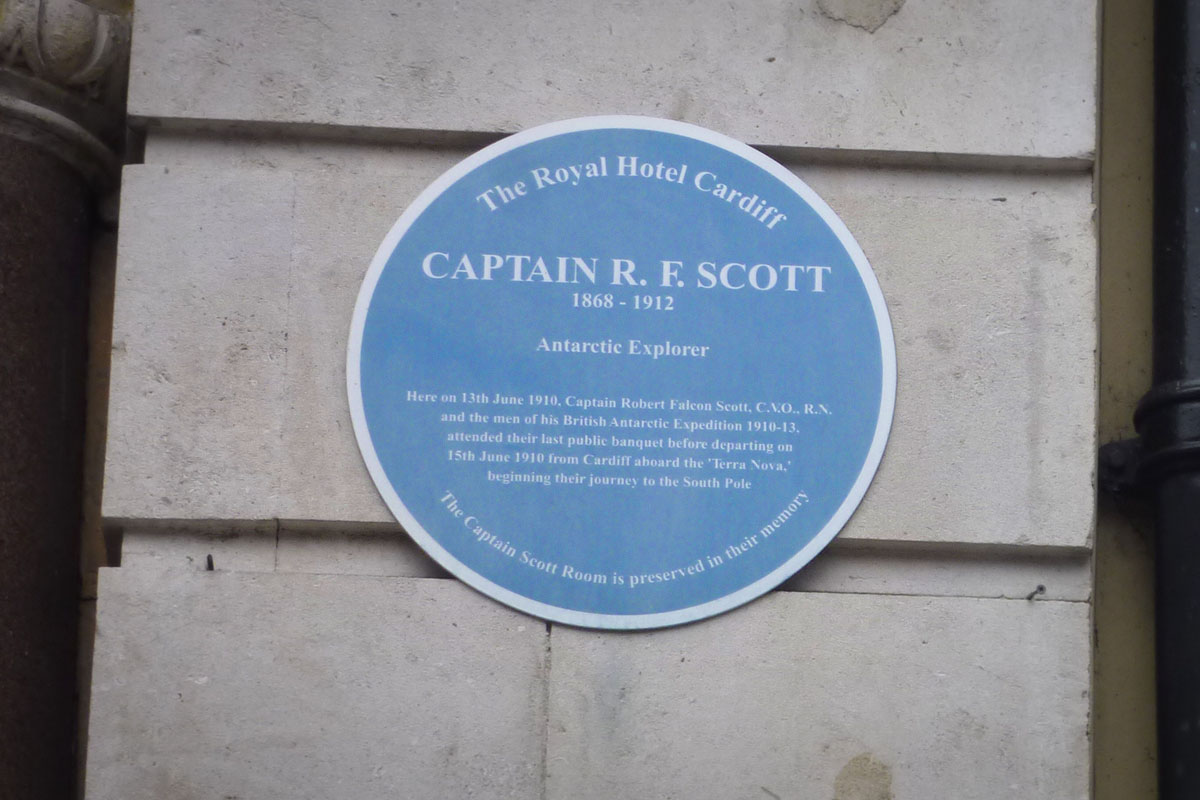
R・F・スコット大佐のブルー・プラーク。

1910年6月13日、ロバート・ファルコン・スコットの船が、南極への悲運の探検（テラノバ遠征）へとカーディフから旅立つ2日前、探検を支援する資金集めのための晩餐会が、カーディフ商工会議所の主催で、ロイヤル・ホテルで開催された。セント・メアリ・ストリート側の入口には、この出来事を記念したプラークが設置されている。この会が催された2階の宴会場は、長くアレクサンダー・ルーム (Alexandra Room) と呼ばれていたが、1982年に当夜の晩餐会のメニューが発見されたのを契機に、キャプテン・スコット・ルーム (The Captain Scott Room) と改称された。また、これを受けて、カーディフに拠点を置くキャプテン・スコット協会 (Captain Scott Society) が1983年に創設された。

## 21世紀
2001年にホテルは休業し、2011年にスコットの送別晩餐会百周年を迎えるべく、全面的改装を施した。新しいバーが設けられて「フィッツ (Fitz's)」と名付けられたが、これは1939年にホテルのロビーに捨てられ、地元の鉄工所の労働者夫婦に引き取られた赤ん坊、パット・フィッツジェラルド (Pat Fitzgerald) に因むものであった。
2013年にはミツバチの巣がホテルの屋根の上に設置され、そのための部屋番号6Bが付けられた。これはウェールズ政府が進める行動計画としてのミツバチの減少を止めようという取り組みの一環であった。
2015年版の『Rough Guide to Wales』は、ロイヤル・ホテルについて「このヴィクトリア朝の建物は、近代的な内装を隠し、大胆に赤と黒で装飾された部屋、大理石で装飾されたバスルームは、魅力的というにはいまひとつだとしても、ほどよく作り込まれている (this Victorian building conceals a modern interior; the bold red-and-black furnished rooms and limestone-finished bathrooms are well appointed, if somewhat devoid of charm)」と述べている。現在の客室数は、60室である。